# Карпухін Петро Прохорович
Петро Прохорович Карпухін (13 (26) вересня 1902 , Макіївка, Область Війська Донського  — 31 травня 1974 , Харків ) — український хімік, фахівець у галузі синтезу барвників і вихідних для них продуктів. Доктор технічних наук (1939), професор, член-кореспондент АН УРСР (1939). Заслужений діяч науки і техніки УРСР (1954). Депутат Верховної Ради УРСР першого скликання (1938—1947)

## Біографія
Народився 13 (26) вересня 1902 року в родині робітника-металурга в селищі Макіївка, тепер місто Макіївка, Донецька область, Україна. Батько, Прохор Фомич Карпухін, працював ливарником на Макіївському труболиварному заводі. У 1910—1913 роках закінчив трикласне заводське училище, у 1913—1916 роках — навчався в 2-4-му класах Макіївської гімназії, у 1916 — лютому 1919 року — у Таганрозькому технічному училищі, проте не закінчив його. У 1919 році працював на макіївському металургійному заводі помічником слюсаря, на коксових печах обермайстром.
У 1919—1926 роках навчався в Харківському хіміко-технологічному інституті (нині Національний технічний університет «Харківський політехнічний інститут»), після закінчення залишився в інституті викладати. Доцент (1930), професор (1932), завідувач кафедрою органічних барвників (1935). З 1939 року — доктор технічних наук, член-кореспондент АН УРСР.
Вивчав склад кам'яновугільних смол і сирого бензолу в покладах Донбасу, розробив технологію одержання з них аценафтена і флуорена, а також синтезу барвників.
1938 року обраний депутатом Верховної Ради УРСР першого скликання по Охтирській виборчій окрузі № 228 Харківської області.
Член ВКП(б) з листопада 1939 року.
З осені 1941 року під час Великої Вітчизняної війни в евакуації разом з інститутом в місті Чирчик Узбецької РСР.
У квітні 1944 року повернувся з евакуації в Харків на довоєнну посаду.
Помер 31 травня 1974 року в Харкові, похований на 2-му міському кладовищі.

## Нагороди
- орден Леніна.
- орден «Знак Пошани» (1944).
- медаль «За трудову доблесть» (1944).
- медалі.